# Purpurové bakterie

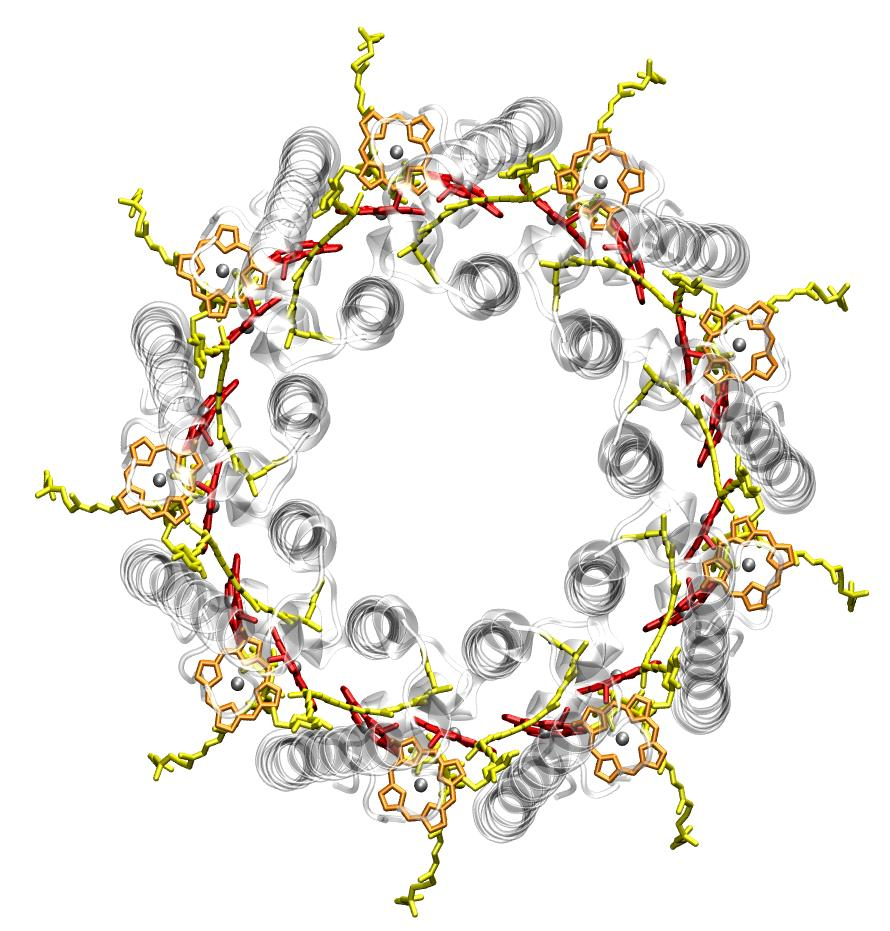
Jedna z molekul fotosyntetického aparátu u purpurových bakterií

Purpurové bakterie (z angl. purple bacteria) je skupina fototrofních (fotosyntézy schopných) proteobakterií. Jejich fotosyntetickými barvivy jsou bakteriochlorofyl a a b, a také různé karotenoidy. Právě díky nim jsou purpurové bakterie barevné, zejména purpurově, červeně, hnědě či oranžově zbarvené. Fotosyntéza probíhá v reakčních centrech na zprohýbané buněčné membráně, která obsahuje různé váčky či trubice, čímž se zvyšuje povrch pro průběh reakce.
Jako většina ostatních fotosyntetických bakterií, ani purpurové bakterie netvoří fotosyntézou kyslík (jsou anoxygenní), protože jako redukční činidlo neslouží voda. U takzvaných purpurových sirných bakterií jím je sulfid či elementární síra. U dalších, jako jsou purpurové nesirné bakterie, slouží jako redukční činidlo především vodík.
Ve skutečnosti purpurové bakterie nejsou taxonomická skupina, výzkum RNA ukazuje, že se jedná o množství oddělených skupin, z nichž každá je příbuzná nějakým nefotosyntetickým bakteriím více, než ostatním purpurovým bakteriím. Dá se však říci, že purpurové nesirné bakterie jsou ve skupinách alfa (některé Rhodospirillales, Rhizobiales) a beta, zatímco purpurové sirné jsou ve skupině gama (řád Chromatiales).